# Strobiloestrus clarkii
Strobiloestrus clarkii är en tvåvingeart som först beskrevs av Clark 1841.  Strobiloestrus clarkii ingår i släktet Strobiloestrus och familjen styngflugor. Inga underarter finns listade i Catalogue of Life.